# Nucli històric de Catí
El nucli històric de Catí és el centre de la població de Catí, a la comarca de l'Alt Maestrat. Està catalogat, per declaració genèrica, com a Bé d'Interés Cultural. Malgrat això, el nucli urbà de Catí estava ja declarat Conjunt Històric Artístic des del 7 de març de 1979.

## Descripció històrica
Com passa amb moltes poblacions de la zona mediterrània, l'origen de Catí està possiblement en una alqueria musulmana, que passaria, en època de la reconquesta, ben entrat el segle xiii, quan les tropes del rei Jaume I el Conqueridor començe la reconquesta de les terres valencianes. Encara que no hi hagi documentació que pugui corroborar aquesta teoria, i la part documentada reservada al segle xiii, en concret a partir del 25 de gener de 1239, data en què se li concedeix la Carta de Repoblació, tot i que l'existència de Catí, estava provada el 1233. Als documents que n'assenyalen els límits del terme general de Morella, apareix esmentada.
Els autors consideren que és possible que en un primer moment el poble no estigués en l'actual emplaçament, sinó que ubicacions diferents, com la partida de la Font, denominada La Font de Catí, en la qual hi havia una antiga masia del mateix nom, i on encara es poden trobar restes d'edificacions, van poder ser el focus poblacional que va donar origen a Catí.

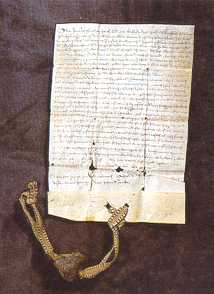
Carta de Pobla

La població de Catí era una de les aldees que formava part de Morella i, per aquesta raó es trobava sota la dependència de  Balasc d'Alagó (±1190-1241), que es va encarregar de la repoblació d'aquesta zona i va donar el 25 de gener de 1239, Carta de Repoblació de Catí a Ramon de Bocona i a quaranta pobladors més, fet que va provocar disputes amb el rei Jaume I d'Aragó.
Més tard, Ramon de Bocona, va vendre en successives ocasions, 1252, 1268 i 1271, els drets de Catí a Ramon Castellá; i l'any 1468 Morella va vendre els seus drets sobre Catí a Joan Forés de Sant Mateu, qui ho posseiria tan sols tretze anys i el va tornar a vendre de nou a Morella. Malgrat que el 1358, el rei Pere el Cerimoniós, va concedir la independència de Catí, del Justícia de Morella, aquesta va tenir caràcter transitori, i va durar només mentre van estar en situació bèl·lica. La independència absoluta i permanent no es va aconseguir aconseguir fins i tot li segle xvii, en concret fins a 1691.

## Descripció artística
Catí presenta una peculiar forma allargada que es deu a l'existència en els extrems del seu terme de dues fonts, subministradores d'aigua a la població: la «Font Vella» i la «Font Nova». Aquestes fonts eren importants per a la població, d'aquí que acreditatment per docuents, que va subir reparacions i manteniment al llarg del temps, com els existents que daten del segle xiv, moment en el qual es té cura de les conduccions i de les piles utilitzades com abeuradors pel bestiar. Aquestes dues fonts es troben comunicades a través del carrer Major i les dues places «de Dalt» i «de Baix», formant una de les vies més transitada des del segle xiii.
Des del segle xiii tot el conjunt urbà estava planificat, establint un pla en el qual la població habitava les principals vies així com la zona sud de l'emplaçament local. Per la seva banda les zones nord i nord-oest es va parcel·lar per cultiu o bé es van aprofitar com a corrals pel bestiar. No obstant això, al segle xiii es va produir un augment demogràfic que va portar a la construcció de noves cases, utilitzant-se en un primer moment els corrals que es van transformar en edificis habitables per a les persones. Aquest augment de la població feia necessàries noves infraestructures, per això en 1775, es va fabricar un forn nou al carrer de l'Om, que avui dia es diu carrer Llarg. També es va aprofitar el moment per ampliar el nucli urbà donant lloc a ravals, com «el de les escoles» i el de «la Font Nova» o de «Santa Anna» (en què ja hi havia algunes cases el 1370, les quals, en aquest moment, eren  extramurs). Tot aquest nucli urbà, a excepció de la zona sud que tenia una protecció natural deguda al nivell del terreny, era envoltat d'un recinte de muralles. Això suposava l'existència de portals per donar entrada a les vies més importants al recinte emmurallat de Catí.

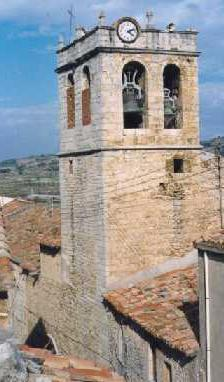
Campanar de l'Església de l'Assumpció de Maria

Malgrat que pràcticament tots aquests portals es conservaven en peu en els primers anys del segle xx, la construcció de la carretera de Catí a la «Venda de l'Aire» i de Catí a «L'Hostalet de Vilardecanes», va fer que se n'enderroquessen una part. Més tard, el 1922 es va enderrocar el portal de la «Font Nova» o de «Sant Vicent» (els quals tenien una capella sobre els portals que tenien estructura de torre cúbica, amb quatre pilars que en unir-se a la part alta en forma d'arc de mig punt donaven lloc a la porta d'accés), construint-se una nova capella pel sant damunt del dipòsit d'aigua de la font. Finalment, en 1932 es va procedir a la destrucció dels restants portals: el del carrer de Sant Roc (el qual posseïa un gruixut mur de defensa amb gairebé dos metres d'amplada), el del Cementiri antic i el de Sant Joan. La construcció d'aquests portals era molt similar, d'estructura molt senzilla igual que els materials i tècniques constructives emprats per a aquesta; es trobaven adossats als llenços de la muralla, que en alguns casos s'havien convertit en part d'habitatges, reduint-se a una simple porta a la qual s'accedia travessant un arc de mig punt.
El curiós i significatiu del nucli històric de Catí, és que, possiblement ajudat pel despoblament de la zona durant la segona meitat del segle xix i els inicis del XX, motivat per l'emigració a centres industrials fonamentalment; ha mantingut l'estructura medieval que tant el caracteritza. Malgrat que es van dur a terme construccions al llarg del segle xviii, van aconseguir que no s'alterés el traçat, portant a terme ampliacions amb cases noves, ocasionalment van aportar novetats, com va passar al carrer Major. Així, entre finals del segle xix i començaments del  XX, s'edifiquen algunes cases, amb tipologia romàntica, com les situades al «carrer Llarguer» i a la plaça de «Dalt», les quals poden considerar-se les úniques aportacions d'una arquitectura recent a les característiques medievals de la població.
Es poden contemplar dues àrees que corresponen amb dues etapes de construcció diferents: 
- La primera àrea se subdivideix, al seu torn, en dues parts: la zona nord, que presenta un traçat retallat, tortuós i de carrers estrets; comprendria la zona entre l'antic portal del «Peiró de la Passió» i l'església, per una banda, i entre el carrer Major i el «Davall Davall». Per la seva banda, la segona zona dins la primera àrea, comprèn el carrer Major i les dues places de «Dalt» i de«Baix», zona de traçat més ampli, encara que en part es deu al fet que el 1931 es van tallar les capelles laterals de la part de l'evangeli de l'església parroquial per ampliar el pas del carrer. Malgrat un disseny irregular, les dues places són de grans dimensions.[5]

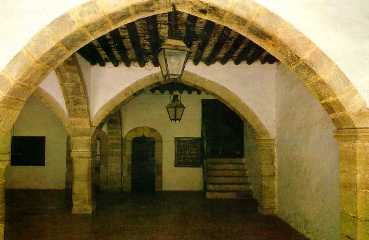
Casa de la vila

- La segona àrea comprèn el carrer Llarg, seguint la planificació inicial, que presenta un traçat regular i ampli; neix al carrer de Sant Roc i desemboca a la Font Nova, tancant, per la part posterior, el nucli de la població pel costat nord-oest.[5]

Llevat de les escasses excepcions, les característiques constructives, tipològiques i distributives de les cases del nucli urbà, les quals conserven el seu estat originari, són molt senzilles. Es van construir amb maçoneria, unida amb morter de calç, arrebossada i es fan servir carreus per reforçar cantonades, llindes de portes i finestres, que de vegades presenten forma adovellada. També es pot veure maó o fusta, que serveixen per als ràfecs, així com teula moruna per les teulades. Per la seva banda, les façanes són reflex parcial de la distribució interior. Els edificis solen ser de planta baixa, pis i golfes. La planta baixa amb un portal de pedra adovellada, tenien al davant, la cuina i menjador, i al fons les quadres per a les cavalleries; algunes cases tenen les quadres en la part davantera al costat de l'entrada, obrint-se un petit va a la façana. El pis, dedicat al dormitori, presentava finestra quadrada o rectangular vertical, realitzada amb pedra picada, i, de vegades motllueres, gairebé sempre en el llinda i en els muntants. També hi ha finestres substituïdes per una barana, encara que no balcó, normalment de fusta, i de treball molt senzill. A partir de la segona meitat del segle xvi es modifiquen algunes finestres per transformar-les en balcons, en aquests casos, s'hi va afegir una barana de ferro de forja senzilla. Per la seva banda, les golfes (dedicades a magatzem de grans i d'altres aliments) tenen finestra rectangular o galeria coberta. La parcel·lació del terreny feia que les cases tinguessin una distribució estreta i allargada.
Entre tots els edificis del nucli històric de Catí, destaca la Casa de la Vila, edifici gòtic que va albergar al Consell, la presó, la carnisseria comunal i fins i tot un dipòsit de blat en les  dependències; l'església parroquial de l'Assumpció de Maria (amb un retaule de Jacomart i la «Creu d'Avinyó», la qual assenyalava el camí jacobeu castellonenc); la «Casa Miralles o Palau de Sant Joan», una de les millors mostres d'arquitectura gòtica civil palatina; la «Casa Montserrat»; la «Casa Spigol»; o el  recinte emmurallat
Nombrosos escuts i emblemes medievals adornen els palaus i edificis religiosos del nucli antic, entre els quals destaquen, per ser Béns d'Interès Cultural:
- Emblema i inscripció a la casa del mercader Jerónimo Martí
- Escut de la casa Abadia de Catí
- Escut de l'antic Hospital de Catí
- Escut nobiliari de la casa dels Sans en Catí
- Escut nobiliari de la casa al carrer de Sant Joan
- Escuts de l'Església de Catí